# Omar Benson Miller
Omar Benson Miller (Detroit, Míchigan; 7 de octubre de 1978) es un actor estadounidense.

## Primeros años
Omar creció en Anaheim, California, y se graduó de la Universidad Estatal de San José.

## Carrera
El mayor papel de Miller fue en la película de 2008 Miracle at St. Anna. También ha desempeñado papeles menores en varias películas y programas de televisión. A partir del 5 de octubre de 2009, apareció en el drama criminal CSI: Miami como Walter Simmons, un especialista nativo de Louisiana.

## Filmografía
- 8 Mile (2002) como Sol George
- Lose Yourself (2002) como Sol George
- The West Wing (2002) como Orlando Kettles
- Sorority Boys (2002) como Big Johnson
- ¿Bailamos? (2004) como Vern
- Get Rich or Die Tryin' (2005) como Keryl
- American Pie Presents: Band Camp (2005) como Oscar
- Sex, Love & Secrets (2005) como Coop
- La Ley y el Orden: Unidad de Víctimas Especiales (2006) como Rudi Bixton
- Things We Lost in the Fire (2007) como Neal
- Transformers (2007)
- Gordon Glass (2007) como Gordon Glass
- Miracle at St. Anna (2008) como el soldado de primera clase Samuel "Sam" Train
- The Express (2008) como Jack Buckley
- Eleventh Hour (2009) como el agente Felix Lee - serie de televisión, 5 episodios
- CSI: Miami (2009–2012) como Walter Simmons
- The Bro Code (2009) como Omar
- Liquor Store Cactus (2009) como Sr. Noyes
- Blood Done Sign My Name (2010) como Herman Cozart
- El aprendiz de brujo (2010) como Bennet Zurrow
- Beastly (2011) como Daniel Thomas
- The Lion of Judah (2011) como Horace
- Homefront (2013) como Tito
- House of Lies (2014) como Slim Walters
- Ballers (2015) como Charles Greane
- Sinners (2025) como Cornbread